# Claudio Lomnitz
Claudio Lomnitz Adler (Santiago de Chile, 2 de junio de 1957) es un antropólogo social, historiador, académico, periodista y escritor chileno-mexicano. Es miembro del Colegio Nacional.
Ha sido catedrático de la Universidad de Columbia. También ha sido profesor en la Universidad de Chicago donde impartió clases de historia, de la Universidad de Nueva York, de la New School for Social Research, en El Colegio de México y en la Universidad Autónoma Metropolitana. En la Universidad New School, fue nombrado editor de la revista académica Public Culture, que se trasladó con él a la Universidad de Columbia en 2006. Continuó sirviendo como redactor hasta 2011. 

## Biografía
Nació en Santiago de Chile, Chile, en 1957. Es hijo de la antropóloga social Larissa Adler Lomnitz y del geofísico Cinna Lomnitz y hermano del director de teatro Alberto Lomnitz. Es licenciado por la Universidad Autónoma Metropolitana Iztapalapa.
En 1982, el Fondo de Cultura Económica publicó su primer libro, un estudio de la política y el cambio cultural en Tepoztlán titulado Evolución de una sociedad rural. Su interés por América Latina se desarrolló más durante su doctorado en Antropología por la Universidad de Stanford, de la que se graduó en 1987. Fue codirector del Programa de Estudios Mexicanos en la Universidad de Chicago (junto a Friedrich Katz), como director de la Universidad del Programa de Estudios Latinoamericanos de Chicago y como director del Centro para el Estudio de la Etnicidad y Raza de la Universidad de Columbia así como del Centro de Estudios Mexicanos de la misma universidad.
Lomnitz es un colaborador habitual en La Jornada, un periódico diario publicado en la Ciudad de México. También escribió por algunos años una columna semanal en Excélsior, un diario publicado en la Ciudad de México. En 2010 fue galardonado con el Premio Nacional de Teatro de México para una obra histórica titulada El verdadero Bulnes, en coautoría con Alberto Lomnitz; y su segunda obra teatral, titulada La Gran Familia, escrita también con Alberto Lomnitz y con música de Leonardo Soqui, fue producida en 2018 en Ciudad de México por la Compañía Nacional de Teatro.
El 9 de noviembre del 2020, fue electo (y el 5 de marzo de 2021 ingresó) como miembro de El Colegio Nacional.

## Obras publicadas
Su siguiente libro, Salidas del laberinto: cultura e ideología en el espacio nacional de México, publicado por University of California Press en 1992, fue una intervención más en el estudio de la ideología nacionalista y su relación con la comunidad involucrada. Desde entonces, ha Modernidad indiana: 9 ensayos sobre Nación y mediación en México, publicado por Editorial Planeta en 1999; México profundo, silencioso México: una antropología del nacionalismo, publicado por la Universidad de Minnesota en 2001; Idea de la muerte en México, publicado por Zone Books en 2005; El antisemitismo y la ideología de la Revolución mexicana (Fondo de Cultura Económica, 2010; con Friedrich Katz, El porfiriato y la Revolución en la historia de México: una conversación (Ediciones Era, 2012); El retorno del camarada Ricardo Flores Magón (Zone Books, 2014), que ganó el premio Latin American Studies Association al mejor libro en las humanidades en México, cuya traducción al español fue realizada por Jorge Aguilar Mora se encuentra en prensa con Editorial Era. Su libro más reciente Nuestra América: utopía y persistencia de una familia judía (Fondo de Cultura Económica, 2018), fue traducido al inglés por Other Press, y hay en preparación una versión francesa con Editions du Seuil[cita requerida]
Algunos de sus ensayos se han publicado en formato de libro corto, así: El antisemitismo y la ideología de la Revolución mexicana (Fondo de Cultura Económica, 2010), El primer linchamiento de México (El Colegio de México, 2015).[cita requerida]